# 강릉통일공원
강릉통일공원은 강릉시에 남북통일과 안보에 대한 내용을 전시한 공원이다.
강릉지역 무장공비 침투사건의 잠수함과 대한민국 해군 퇴역 함정인 DD-916 전북(제1대 전북함)을 거치하고 통일에 대한 전시 시설을 갖추어 개관했으며 2009년 11명의 일가족이 동해상으로 집단 귀순할 때 탔던 배도 전시하였다. 제1대 전북함은 노후화가 심해져서 2021년 해체하였다.